# Lipinia pulchella
Lipinia pulchella — вид сцинкоподібних ящірок родини сцинкових (Scincidae). Ендемік Філіппін.

## Підвиди
Виділяють три підвиди:

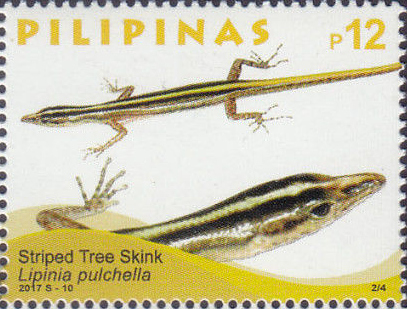
Lipinia pulchella

- Lipinia pulchella levitoni (Brown & Alcala, 1963) — гори Центрального хребта на півночі острова Лусон;
- Lipinia pulchella pulchella Gray, 1845 — острови Мінданао, Лейте, Самар, Лусон, Бохоль і Полілло;
- Lipinia pulchella taylori (Brown & Alcala, 1956) — острови Негрос і Панай.

## Поширення і екологія
Lipinia pulchella мешкають на островах Філіппінського архіпелагу. Вони живуть у первинних і вторинних діптерокарпових і передгірських вологих тропічних лісах, трапляються на плантаціях. Зустрічаються на висоті від 40 до 1100 м над рівнем моря.